# Westrügener Bodden

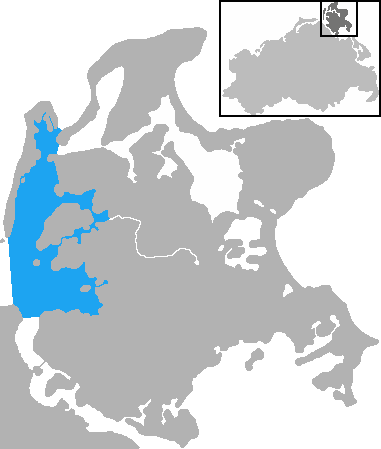
Westrügener Bodden

Die Westrügener Bodden oder auch Rügenschen Außenboddenkette sind Teil der vorpommerschen Boddenlandschaft in der südlichen Ostsee. Sie liegen größtenteils im Nationalpark Vorpommersche Boddenlandschaft westlich und südwestlich der Insel Rügen und östlich und südöstlich von Hiddensee.
Im Einzelnen besteht die Westrügener Bodden aus:
- dem Vitter Bodden
- dem Schaproder Bodden
- der Udarser Wiek
- dem Kubitzer Bodden

(Reihenfolge von Nord nach Süd; einige kleinere Verbindungsgewässer sind hier unberücksichtigt.)